# Richard Tandy
Richard Tandy (Birmingham, 26 maart 1948 – 1 mei 2024) was een Brits keyboardspeler. Hij werd vooral bekend als lid van de symfonische rockgroep Electric Light Orchestra (ELO). Zijn arsenaal aan keyboards (zoals Minimoog, clavinet, mellotron en piano) was een belangrijk ingrediënt in de 'sound' van de groep, in het bijzonder op de albums A New World Record, Out of the Blue, Discovery en Time.

## Biografie
Als leerling van de Moseley School ontmoette hij toekomstig groepslid Bev Bevan. Ze vonden elkaar terug in 1968 toen Tandy klavecimbel speelde op het succesnummer van The Move : Blackberry Way. Hij speelde bij de groepen The Uglys en Balls. In 1972 was Tandy basgitarist in de eerste samenstelling van ELO, maar schakelde al snel over naar keyboards om, naar de wens van Jeff Lynne, een rijkere sound te creëren bij live-optedens. Op het podium zag men Tandy vaak tussen een – in de jaren 70 bij progrockgroepen stereotiep – rek met keyboards met baspedalen.
Vanaf het tweede album vinden we Tandy in de periode tot en met 1986 op alle ELO-albums terug, hoewel hij strikt genomen slechts een werknemer was van "stichtende leden" Jeff Lynne en Bev Bevan. Voor de uiteindelijke sound op de studio-opnames was zijn inbreng, naast die van Jeff Lynne en Louis Clark heel belangrijk.
Na 2000 was de rol van Tandy minder groot en was zijn bijdrage op Zoom beperkt. Tandy maakte deel uit van de live-formatie in 2001 en van 2013 tot en met 2016. In 2017 moest Richard Tandy om gezondheidsredenen afhaken. Tandy werkte ook mee aan het album From Out Of Nowhere uit 2019. Ook op dat album was zijn rol weer beperkt.
De albumtitels A New World Record, Out of the Blue en Discovery waren zijn idee.
Tandy heeft in de verschillende decennia, buiten de ELO-albums, diverse bijdragen geleverd aan een verscheidenheid aan albums. Een paar voorbeelden hiervan zijn het album Kiki Dee van Kiki Dee (1977) en Kelly van mede-ELO-lid Kelly Groucutt (1981). Daarnaast werkte Tandy vaak samen met Jeff Lynne voor andere artiesten. Voorbeelden daarvan zijn de soundtrack Electric Dreams (1984), het door Jeff Lynne geproduceerde album Information van Dave Edmunds (1983), EB '84 van The Everly Brothers (1984), het album Duane Eddy van Duane Eddy (1987) en Lynne's soloalbum Armchair Theatre (1990).
In de jaren '80 en de jaren '10 maakte Richard Tandy deel uit van de Tandy Morgan Band. Hun belangrijkste wapenfeit was het album Earthrise. Het andere lid van deze band, Dave Morgan, was een oude bekende. Morgan was vanaf The Move geregeld in beeld als songwriter (The Move) en vanaf 1980 als bandlid van de live-formatie van ELO. Tandy, Morgan en Martin Smith, ELO's bassist uit 1985-1986, tekenden in de jaren '90 voor het album The B.C. Collection.
Tandy overleed op 76-jarige leeftijd.
Jeff Lynne
Roy Wood · Bev Bevan · Bill Hunt · Steve Woolam · Rick Price · Richard Tandy · Mike Edwards · Wilfred Gibson · Hugh McDowell · Andy Craig · Colin Walker · Mike de Albuquerque · Mik Kaminski · Louis Clark · Kelly Groucutt · Melvyn Gale · Dave Morgan · Martin Smith · Marc Mann · Matt Bissonette · Gregg Bissonette · Peggy Baldwin · Sarah O'Brien · Rosie Vela
- Gemeinsame Normdatei: 134536215
- International Standard Name Identifier: 0000 0001 3177 3522
- MusicBrainz: 3c206a25-7a9f-4529-aa35-36ab1a041d7f
- Virtual International Authority File: 79662668
- WorldCat: E39PBJhH76MfpcDbTwr4bwG8md